# Gordon Bay Park
Gordon Bay Park är en park i Kanada.   Den ligger i provinsen British Columbia, i den sydvästra delen av landet, 3 600 km väster om huvudstaden Ottawa. Gordon Bay Park ligger 200 meter över havet. Den ligger vid sjön Cowichan Lake.
Terrängen runt Gordon Bay Park är kuperad åt sydväst, men åt nordost är den bergig. Gordon Bay Park ligger nere i en dal. Trakten runt Gordon Bay Park är nära nog obefolkad, med mindre än två invånare per kvadratkilometer.. Närmaste större samhälle är Lake Cowichan, 10,9 km öster om Gordon Bay Park.
I omgivningarna runt Gordon Bay Park växer i huvudsak barrskog.